# Miradouro do Pilar

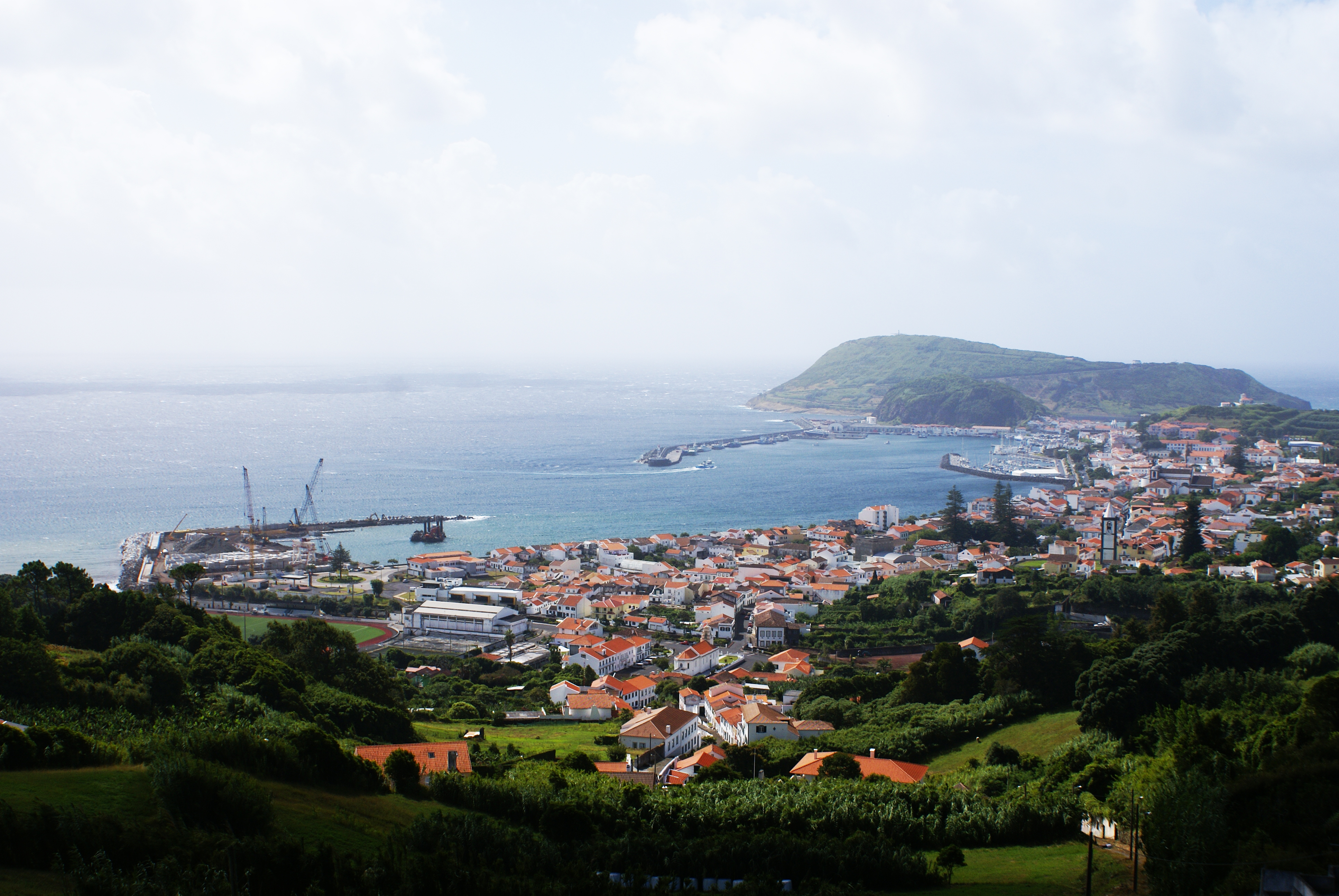
Miradouro do Pilar, junto à Ermida de Nossa Senhora do Pilar.

O Miradouro do Pilar é um miradouro português localizado no concelho da Horta, ilha do Faial, Arquipélago dos Açores.
Este miradouro oferece uma magnifica vista sobre parte importante da ilha do Faial e da cidade da Horta. Localiza-se sobre uma elevação ao pé da Ermida de Nossa Senhora do Pilar, a onde vai buscar o nome. 